# On the Road Again (Canned Heat)
On the Road Again è un singolo del gruppo musicale statunitense Canned Heat, pubblicato il 2 Novembre 1968 come secondo estratto dal secondo album in studio Boogie with Canned Heat.

## Successo commerciale
Il brano scalò molte classifiche mondiali, divenendo così il maggior successo del gruppo.

## Cover
Una cover del brano è stata realizzata nel 1977 dal gruppo musicale francese Rockets ed inclusa nell'omonimo album.